# Gerd Binnig
Gerd Binnig, född 20 juli 1947, är en tysk fysiker som tilldelades Nobelpriset i fysik 1986. Han och Heinrich Rohrer delade på halva prissumman med motiveringen "för deras konstruktion av sveptunnelmikroskopet". Den andra halvan av priset tilldelades Ernst Ruska.
Sedan 1994 har Binnig ett eget företag för mjukvara till bildanalys.